# جراسيلا روميرو
جراسيلا ماريا لويزا روميرو بينيرو (بالإنجليزية: Graciela María Luisa Romero Piñero)‏ (من مواليد 14 مايو 1925 - وتٌوفيت في 4 نوفمبر 2011) والمعروفة باسم توتو روميرو، هي عاملة اجتماعية تشيلية وصحفية وكاتبة.

## سيرتها الذاتية
التحقت جراسيلا روميرو ابنة الكاتب ألبرتو روميرو والأرجنتينية زوليما بينيرو بكلية الدراسات العليا في سانتياغو. جراسيلا هي ابنة أخت الصحافية المتميزة ماريا روميرو.
في سن 21، تزوجت جراسيلا من الأسباني أندريه روسيليو، الذي كان مدرسها وهي بعمر ال16. انفصل الاثنان لأنه أراد لها أن تتوقف عن العمل حيث كانت تستقل لسيارة إلى عملها. قال لها: «إذا كنتِ ترغبين في العمل، استقلي ميكروباص». لم تستقل جراسيلا الميكروباص)، ولكنها استقلت سيارة أجرة. [1]أنجب الزوجان طفل واحد، ألفونسو روسيلو.
على الرغم من كونها عاملة اجتماعية بالمهنة، فقد كانت جراسيلا معروفة على المستوى القومي لكتابتها المشتركة مع الصحفي توريس كوتيفو. عملت في وسائل الإعلام المختلفة، كان أكثرها شهرةً هي مجلة بولا الإسبانية. قامت جراسيلا أيضًا بتغطية الأنباء عن الطائرة الدولية لمجموعة فانيدادس.
كانت روميرو ليبرالية ونسوية صريحة، وفقدت وظيفتها في مستشفى سلفادور لدفاعهاعن حبوب منع الحمل.
بدأت صحتها تتراجع في عام 2009 بعد تشخيصها بسرطان الرئة، حيث احتاجت لاستخدام خزان الأكسجين، وتُوفيت في 4 نوفمبر 2011.

## منشوراتها
- هذا الحدث
- الحقيبة الشيلية
- كيفية البقاء على قيد الحياة في شيلي بعد 30
- مع التصويت باليدين [3][6]